# 廚房

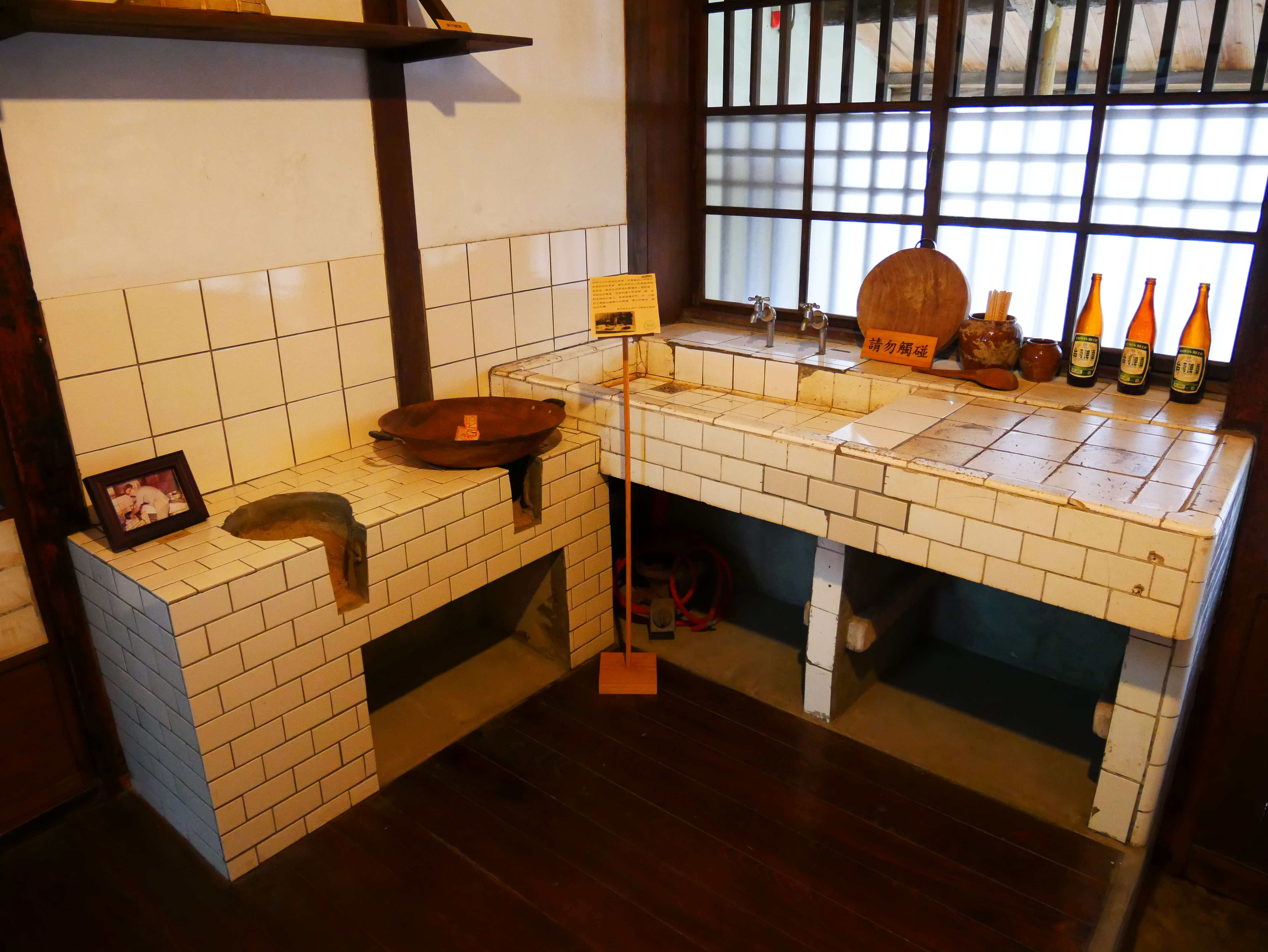
辛志平校長故居廚房，位於新竹市，貼有瓷磚的灶與流理台、水槽常見於台灣傳統廚房

厨房，是指用作烹饪及准备食物的房间或房间区域，根据设计和面积的不同，有时也具备用餐、娱乐和待客等功能。
一个最基本的厨房，应该拥有烹饪用的炉灶。除此以外，现代社会的厨房通常还可能配备微波炉、电磁炉、烤箱、用于切配食物的操作台、用于清洗食物和提供烹调用水的水槽、存储餐具和食物的橱柜与冰箱等。相应的，餐具和食物通常也储存在厨房中或厨房附近。
虽然厨房的主要功能是烹饪或准备食物，根据它的设计结构、空间面积和配置设备的不同，它同时也可以拥有其他功能。这一情形在家庭厨房中尤其常见。例如，在厨房中设置一个洗衣机或烘干机，使其具备洗衣、干衣的功能；又如，当空间足够大时，在厨房中放置餐桌和椅子，使其成为家庭用餐的场所。

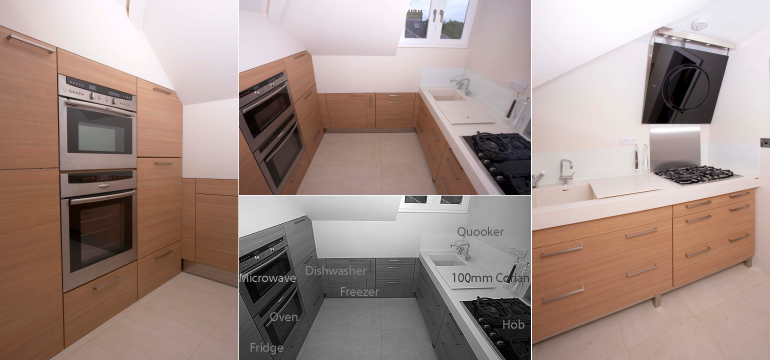
現代化廚房設備簡介

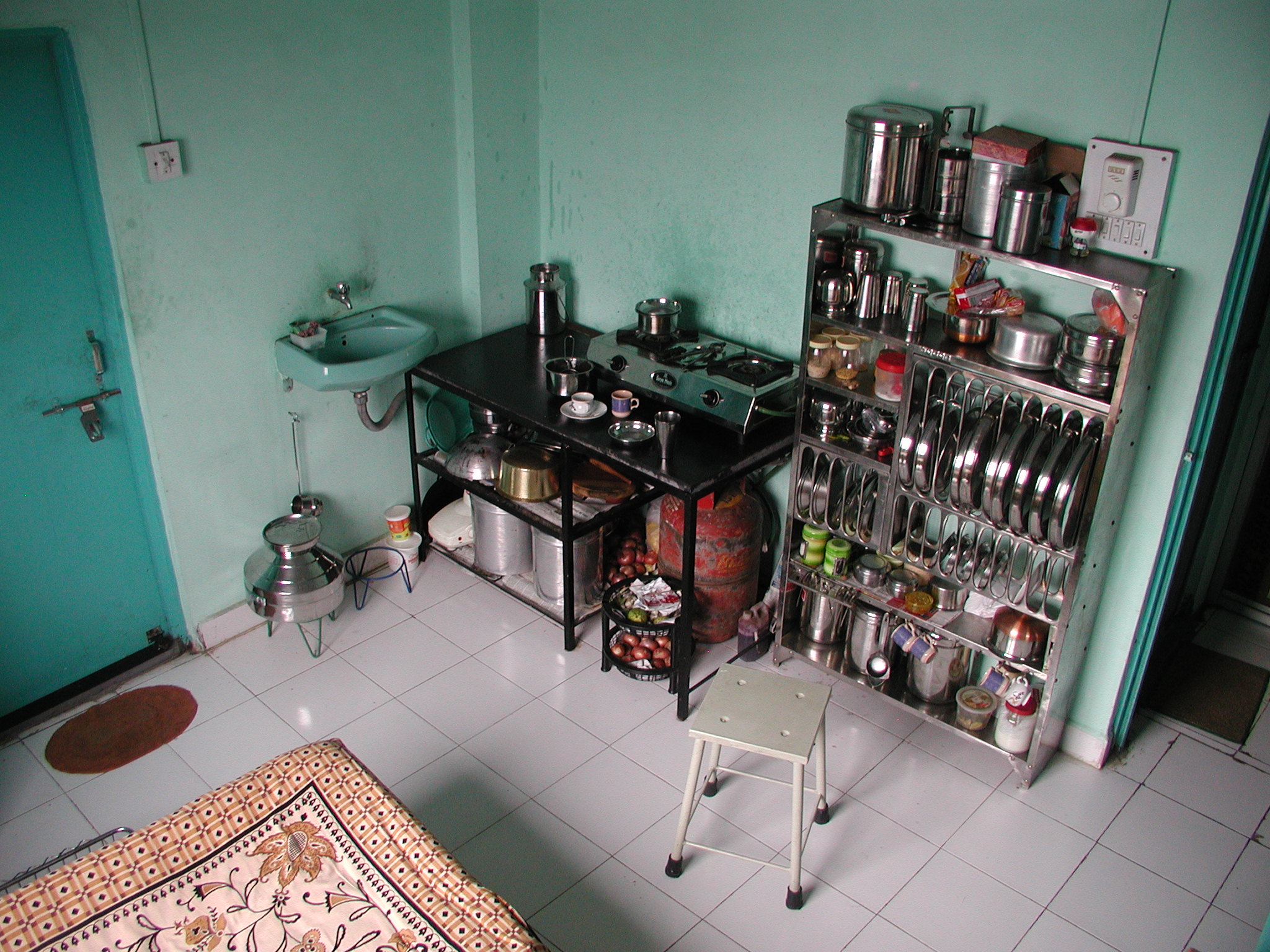
可搬運式廚房

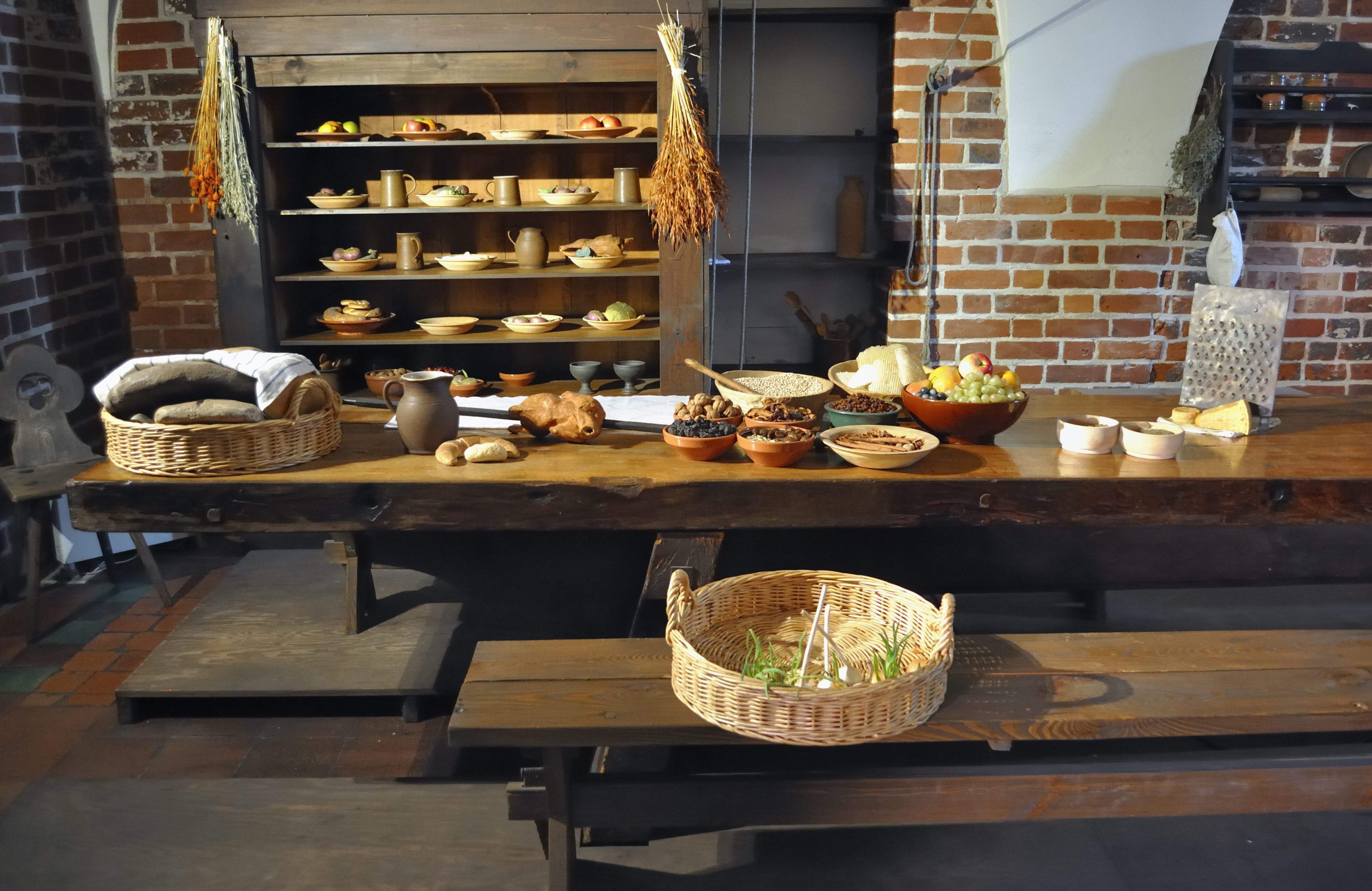
古代式廚房

## 基本要素
- 供水、排水
- 瓦斯
- 電力
- 送氣、排氣

## 設備
一個現代化的廚房，通常可能的設備包括：
- 抽油煙機
- 爐具
  - 電磁爐
  - 電陶爐
  - 电饭锅
  - 微波爐
  - 烤箱
- 油炸鍋
- 流理台（洗碗槽）
- 洗碗機、烘碗機
- 冰箱（制冷儲存食物的設備）
- 紅酒櫃
- 調理機、攪拌機
- 咖啡機

## 廚房的形狀
- l形
- L形
- U形
- 半島形、中島形

## 用具

### 烹調用具
烤板、炊具、平底鍋、烤箱盤子、切板、砧板、磨絲器、手動攪打機、厨刀、刀、搗碎器、持熱鍋的布墊子、笊籬、簋、簠

### 餐具
碗、碗盤、盤子、蛋糕盘子、碟、筷子、叉子、餐叉、匙、吸管、發泡膠盒

### 其他
瓶盖啟子、開罐器、罐头刀、櫻桃去核器、胡桃鉗、漏斗、瓶、冰塊盒、隔熱手套

## 相關
- 中央廚房
- 空中廚房
- 外燴

## 外部連結
- Best Food Processors （页面存档备份，存于）